# San Juan del Temple
San Juan del Temple es una localidad peruana ubicada en el distrito de Sondorillo, perteneciente a la provincia de Huancabamba del departamento de Piura, al norte del Perú. 

## Ubicación
San Juan del Temple se ubica al este de la provincia de Huancabamba, en el distrito de Sondorillo, en el departamento de Piura.

## Demografía
En 2017 San Juan del Temple tenía una población de 52 habitantes.